# 张逸云
张逸云（1871年—1933年），清末民国实业家，中国味精工业先驱。原名汝桂，字彝年，浙江省镇海县（宁波）小港街道衙前村人。

## 实业事迹
清朝光绪十九年（1893年），中举人。早年在上海继承家族生意，从事传统的酱园业。曾先后开设万源新、万源慎、万康成、万康宏四家大规模的酱园，并拥有其它酱园共九处，销售门市部门接近百家，成为上海酱园业的第一人。
1923年，张逸云斥巨资创办了天厨味精厂，并聘请吴蕴初为技师兼厂长。天厨味精厂生产“佛手牌”味精。在此之前，日本的“味之素”牌味精垄断中国调味品市场，“佛手牌”味精与之竞争，并最终畅销中国市场，迫使日货“味之素”退出中国，不但如此，“佛手牌”味精还出口到国外。
因早先味精生产原料依赖进口。为摆脱这一被动局面，张逸云又合伙创办了天原化工厂、天利氮气厂等企业，形成“天”字号化工集团，生产多种化工初级原料，填补了中国在这一领域的空白。

## 慈善事迹
张逸云亦热衷慈善事业。他的企业还为职工建立了医疗保障体系，成为早期有此做法的企业之一。1932年“一二八”战役爆发，为支援抗日战争，张逸云出资十万银元，捐赠战斗机一架，教练机一架。